# Bécsi Egyetem
A Bécsi Egyetem (németül: Universität Wien) az osztrák főváros, Bécs állami egyeteme. 1365. március 12-én nyílt meg, ezzel Európa legrégibb egyetemei közé tartozik, és a német nyelvű egyetemek sorában ez volt az első. Napjainkban mintegy 160 szakon folyik több mint 50 ezer hallgató képzése, melyből kb. 12 500 fő (25%) külföldről érkezik, hogy Ausztria legjobb egyetemén tanuljon. Nem hivatalos, a diákság nyelvében élő elnevezése a Hauptuni (magyarul: Főegyetem), de elterjedt még az Uni Wien német rövidítés is.

## Fekvése
Székhelye Bécs I. kerületében, az Innere Stadtban (városközpontban), az Universitätsring 1. alatt található. Megközelítése az U2-es metrónak köszönhetően igen egyszerű, hiszen a főépület Schottentor állomás közelében fekszik. Az egyetem kampusza két villamosmegállóra található. Szintén két villamosmegállóra van a Parlament és a Városháza épülete is.

## Története
Az intézményt 1365. március 12-én alapították IV. Rudolf, III. Albert és III. Lipót osztrák hercegek. Az elsőről kapta az egyetem epithetonját: Alma Mater Rudolphina. A prágai Károly Egyetem (1347) és a krakkói Jagelló Egyetem (1364) után ez volt a közép-európai térség időrendben harmadik egyeteme. A pápai jóváhagyást végül 1384-ben kapta meg a bécsi tanintézmény IV. Károlytól, ekkor vált hivatalosan is teljes jogú egyetemmé. 
A Ringstraßén álló mai főépülete 1877–1884 között épült fel Heinrich von Ferstel tervei alapján. Ez váltotta fel a korábbi, a Stubentor nevű városkapu közelében álló épületet, amelyben ma az Egyetemi templom (Universitätskirche) működik, illetve az Osztrák Tudományos Akadémia székel.

## Szervezeti felépítés
Az egyetemnek 15 kara és 5 tudományos kutatóközpontja van.

### Karok
- Katolikus teológiai
- Református teológiai
- Jogtudományi
- Üzleti, gazdasági és statisztikai
- Számítógép-tudományi
- Történelemtudományi és kultúratudományi
- Filológiai és kultúratudományi
- Filozófiai és nevelési
- Pszichológiai
- Társadalomtudományi
- Matematikai
- Fizikai
- Kémiai
- Földtani, földrajztudományi és csillagászati
- Élettani

### Központok
- Fordítási
- Sporttudományi és egyetemi sport
- Molekuláris biológiai
- Mikrobiológiai és környezeti rendszerek tudománya
- Tanárképző

### Cserediákprogram
Az egyetem világszerte 50 országban kínál cserediák lehetőséget, hogy a hallgatok külföldön, 2 szemeszter erejéig a partner egyetemeken tanuljanak. 

## Ismert tanárok és hallgatók
- Alexandra N. Lenz német nyelvész
- Burkhardt Wolf német irodalmár, kultúrtudós és médiatudós
- Eva Horn német irodalmár és kultúrtudós
- Johannes Dörflinger történész
- Johannes Keller svájci kora német nyelv-és irodalomtudós, középkortudós
- Matthias Meyer korai német nyelv-és irodalomtudós, középkortudós
- Peter Ernst osztrák német nyelvész, nyelvtörténész
- Stephan Müller kora német nyelv-és irodalomtudós, középkortudós

## Fordítás
- Ez a szócikk részben vagy egészben  a   Vienna University című angol Wikipédia-szócikk fordításán alapul.  Az eredeti cikk szerkesztőit annak laptörténete sorolja fel. Ez a jelzés csupán a megfogalmazás eredetét és a szerzői jogokat jelzi, nem szolgál a cikkben szereplő információk forrásmegjelöléseként.